# Haliplus pruthii
Haliplus pruthii is een keversoort uit de familie watertreders (Haliplidae). De wetenschappelijke naam van de soort is voor het eerst geldig gepubliceerd in 1966 door Vazirani.